# میرزا علی‌خان شهداد
میرزا علی خان شهداد  از  سیاستمداران ایرانی بود، که در دوره‌  هفتم بعنوان نماینده جهرم در مجلس شورای ملی حضور داشت.